# Bad Teacher (Fernsehserie)
Bad Teacher ist eine US-amerikanische Sitcom, die auf dem gleichnamigen Spielfilm aus dem Jahr 2011 mit Cameron Diaz basiert. Die Hauptrolle in der Fernsehserie übernahm Ari Graynor. Produziert wurde die Serie 2014 von Mosaic Media Group, Quantity Entertainment und Sony Pictures Television für den Fernsehsender CBS. Die Erstausstrahlung in den USA erfolgte am 24. April 2014. Schon nach der dritten Folge wurde die Einstellung der Serie nach nur einer Staffel bekanntgegeben. Nach der fünften Folge wurde die Serie aus dem Programm von CBS genommen. Die restlichen Folgen wurden im Sommer 2014 im Programm des Senders gezeigt.

## Handlung
Meredith Davis ist eine verwöhnte, egozentrische und geldgierige Ehefrau, die erfahren muss, dass ihr Mann sich von ihr scheiden lässt. Ohne einen Groschen in der Hand muss sie bei ihrer Freundin und deren Tochter Lily einziehen. Gemeinsam mit Lily plant sie, an deren Highschool einen reichen, alleinerziehenden Vater zu angeln und zu heiraten. Mit einem gefälschten Lebenslauf bewirbt sich Meredith an der Richard Nixon Middle und erhält einen Job. Dort begegnet sie ihrem alten Schulfreund Joel Kotsky, der als Sportlehrer an der Schule tätig ist. Meredith freundet sich mit der schüchternen Sozialarbeiterin Irene an. Ginny Taylor-Clapp, eine übereifrige Lehrerin, misstraut Meredith und will diese mit allen Mitteln beim Schulleiter Carl Gaines schlechtmachen. Obwohl sie eine schreckliche Lehrerin ist, vermittelt Meredith Lily und ihren Schulkameraden Lektionen fürs Leben.

## Produktion
Nach dem großen Erfolg des Films Bad Teacher mit Cameron Diaz, Jason Segel, Lucy Punch und Justin Timberlake gab der US-Fernsehsender CBS im Herbst 2012 bekannt, dass man an einer Umsetzung des Filmes für eine Fernsehserie arbeite. Im Januar 2013 wurde ein Serienpilot als Single-Kamera-Comedy in Auftrag gegeben. Die Film-Autoren Gene Stupnitsky und Lee Eisenberg fungierten als ausführende Produzenten, produziert wurde von Sony Pictures Television und Mosaic. Die Autorin und Produzentin Hilary Winston entwarf das Drehbuch und wurde Showrunner der Serie. Die zentrale Rolle der Meredith Davis wurde mit Ari Graynor besetzt. Weitere Rollen gingen an Sara Gilbert, Ryan Hansen, David Alan Grier und Kristin Davis.
Am 24. Mai 2013 gab CBS grünes Licht für die Produktion der Serie. Die erste Staffel umfasst 13 Episoden. Alle Rollen basieren auf Figuren des gleichnamigen Films. Im Mai 2014 gab CBS die Absetzung der Serie nach nur einer Staffel bekannt.

## Besetzung und Synchronisation
| Rollenname         | Schauspieler        | Hauptrolle (Folgen) | Nebenrolle (Folgen) | Synchronsprecher |
| ------------------ | ------------------- | ------------------- | ------------------- | ---------------- |
| Meredith Davis     | Ari Graynor         | 1–13                |                     |                  |
| Irene Dudek        | Sara Gilbert        | 1–3, 5, 7–13        |                     |                  |
| Joel Kotsky        | Ryan Hansen         | 1–13                |                     |                  |
| Lily               | Sara Rodier         | 1–5, 7–13           |                     |                  |
| Ginny Taylor-Clapp | Kristin Davis       | 1–13                |                     |                  |
| Carl Gaines        | David Alan Grier    | 1–13                |                     |                  |
| Kim Superfine      | Caitlin Kimball     |                     | 1–13                |                  |
| Kelsey             | Madison De La Garza |                     | 1–5, 7              |                  |
| Doug Pilaf         | Brett Gelman        |                     | 3, 6, 8, 11         |                  |
| Tico               | Ricardo Chavira     |                     | 4, 6                |                  |
| Coach Donnie       | Colin Hanks         |                     | 5, 9–10             |                  |

## Ausstrahlung
Vereinigte Staaten
Die Serienpremiere erfolgte am 24. April 2014 im Anschluss an Two and a Half Men auf CBS. Die Pilotfolge erreichte solide Zuschauerzahlen in Höhe von 7,80 Millionen und einem Zielgruppen-Rating von 2,1. Nach der Ausstrahlung der fünften Episode nahm CBS die Serie von ihrem Programmplan. Die restlichen Episoden waren vom 5. Juli bis zum 26. Juli 2014 jeweils samstags in Doppelfolgen bei CBS zu sehen.

## Episodenliste
| Nr. | Deutscher Titel | Originaltitel         | Erstausstrahlung USA | Deutschsprachige Erstausstrahlung (—) | Regie             | Drehbuch                        |
| --- | --------------- | --------------------- | -------------------- | ------------------------------------- | ----------------- | ------------------------------- |
| 1   | —               | Pilot                 | 24. Apr. 2014        | —                                     | Don Scardino      | Hilary Winston                  |
| 2   | —               | Daddy Issues          | 1. Mai 2014          | —                                     | Peter Lauer       | Tim McAuliffe                   |
| 3   | —               | Evaluation Day        | 8. Mai 2014          | —                                     | Victor Nelli      | Ben Dougan                      |
| 4   | —               | Fieldtrippers         | 15. Mai 2014         | —                                     | Bryan Gordon      | Billy Finnegan                  |
| 5   | —               | The 6th Grade Lock-In | 22. Mai 2014         | —                                     | Adam Davidson     | Erica Rivinoja                  |
| 6   | —               | Yearbook              | 5. Juli 2014         | —                                     | Fred Savage       | Matthew Libman & Daniel Libman  |
| 7   | —               | Divorced Dudes        | 5. Juli 2014         | —                                     | Fred Goss         | Hilary Winston                  |
| 8   | —               | Nix the Fat Week      | 12. Juli 2014        | —                                     | Eric Appel        | Amy Pocha & Seth Cohen          |
| 9   | —               | Life Science          | 12. Juli 2014        | —                                     | Eyal Gordin       | Mat Harawitz                    |
| 10  | —               | Found Money           | 19. Juli 2014        | —                                     | Matt Sohn         | Jamie Rhonheimer                |
| 11  | —               | A Little Respect      | 19. Juli 2014        | —                                     | Fred Goss         | David McHugh & Matthew Flanagan |
| 12  | —               | The Bottle            | 26. Juli 2014        | —                                     | Linda Mendoza     | Jamie Rhonheimer                |
| 13  | —               | What's Old is New     | 26. Juli 2014        | —                                     | Jay Chandrasekhar | Hilary Winston                  |